# Batipart
 (décembre 2024).
La mise en forme du texte ne suit pas les recommandations de Wikipédia : il faut le « wikifier ».
Les points d'amélioration suivants sont les cas les plus fréquents :
- Les titres sont pré-formatés par le logiciel. Ils ne sont ni en capitales, ni en gras.
- Le texte ne doit pas être écrit en capitales (les noms de famille non plus), ni en gras, ni en italique, ni en « petit »…
- Le gras n'est utilisé que pour surligner le titre de l'article dans l'introduction, une seule fois.
- L'italique est rarement utilisé : mots en langue étrangère, titres d'œuvres, noms de bateaux, etc.
- Les citations ne sont pas en italique mais en corps de texte normal. Elles sont entourées par des guillemets français : « et ».
- Les listes à puces sont à éviter, des paragraphes rédigés étant largement préférés. Les tableaux sont à réserver à la présentation de données structurées (résultats, etc.).
- Les appels de note de bas de page (petits chiffres en exposant, introduits par l'outil «  Source ») sont à placer entre la fin de phrase et le point final[comme ça].
- Les liens internes (vers d'autres articles de Wikipédia) sont à choisir avec parcimonie. Créez des liens vers des articles approfondissant le sujet. Les termes génériques sans rapport avec le sujet sont à éviter, ainsi que les répétitions de liens vers un même terme.
- Les liens externes sont à placer uniquement dans une section « Liens externes », à la fin de l'article. Ces liens sont à choisir avec parcimonie suivant les règles définies. Si un lien sert de source à l'article, son insertion dans le texte est à faire par les notes de bas de page.
- La présentation des références doit suivre les conventions bibliographiques. Il est recommandé d'utiliser les modèles {{Ouvrage}}, {{Chapitre}}, {{Article}}, {{Lien web}} et/ou {{Bibliographie}}. Le mode d'édition visuel peut mettre en forme automatiquement les références.
- Insérer une infobox (cadre d'informations à droite) n'est pas obligatoire pour parachever la mise en page.

Pour une aide détaillée, merci de consulter Aide:Wikification.
Si vous pensez que ces points ont été résolus, vous pouvez retirer ce bandeau et améliorer la mise en forme d'un autre article.
Batipart est un groupe d'investissement fondé en 1988. Actif principalement en Europe, en Amérique du Nord et en Afrique, le groupe est spécialiste de l’investissement dans des actifs immobiliers.

## Histoire
Batipart est créé en 1988 par Charles Ruggieri et trouve ses origines dans la restructuration et la gestion de biens résidentiels en France.
Batipart développe et cède plusieurs entreprises majeures au cours de sa diversification : Batibail en 1998, Foncière des Régions (devenue Covivio) en 2010, Jardiland en 2012,, le groupe Korian dans lequel il investit depuis 2001 avant de le céder en 2015, Eurosic en 2017, etc.

## Activités
En 2024, Batipart gère environ 4 milliards d'euros d'actifs. Ses principaux domaines d'activité sont :
- L'immobilier : loisirs (partenariats avec Club Med[11] et Pierre & Vacances Center Parcs[12]), commerce, bureaux[9], résidentiel[3];

- Le tourisme et les loisirs (Parc Oméga)[9];

- L’hôtellerie (chaîne Onomo)[3].

## Implantations
Batipart, basé au Luxembourg est actif principalement en Europe, en Amérique du Nord et en Afrique. En Europe, le groupe détient des actifs en Allemagne, en Espagne, en France, en Italie, au Luxembourg, au Portugal et en Suisse. En Amérique du Nord, Batipart est présent aux Etats-Unis et au Canada où il détient une participation dans Cogir et le Parc Oméga. En Afrique, Batipart détient le groupe hôtelier Onomo, implanté dans plusieurs pays du continent,.

## Gouvernance
Batipart est une entreprise familiale. En juillet 2021, Charles Ruggieri transmet la direction à ses enfants.